# Ko Lan
Ko Lan (in lingua thailandese: เกาะล้าน) è un'isola della Thailandia che fa parte della provincia di Chonburi e si trova nella parte sud-orientale della baia di Bangkok.